# Kuifje in Tibet
Kuifje in Tibet (originele Franstalige titel: Tintin au Tibet) is het twintigste album uit de reeks Kuifjestrips van de Belgische tekenaar Hergé (1907-1983). Het verscheen voor het eerst als album in 1960 in een Franstalige uitgave. Het stripboek telt 62 pagina's. De eerste tekeningen werden op 17 september 1958 gepubliceerd in de weekbladen Kuifje en zijn Franstalige evenknie Tintin.

## Verhaal
Op vakantie in de Alpen, samen met kapitein Haddock, leest Kuifje in de krant over een vliegtuigramp boven de Himalaya, waarbij vermoedelijk alle inzittenden zijn omgekomen. Die avond valt Kuifje in slaap tijdens een partijtje schaak met Haddock. Hij krijgt een nachtmerrie over zijn oude Chinese vriend Tchang, die hulpeloos en zwaargewond in de sneeuw ligt. Kuifje schrikt wakker, waarna Haddock hem adviseert om naar bed te gaan. 
De volgende morgen krijgt Kuifje een brief van Tchang, waarin deze aankondigt voor zijn werk op reis te gaan naar Londen en in de tussentijd Kuifje graag nog eens zou willen zien. Kuifje schrikt als hij verder in de brief leest dat Tchang eerst naar familie in Kathmandu zal reizen; het verongelukte vliegtuig was ook op weg daarheen. Een bericht in de krant meldt de dood van Tchang na de vliegtuigramp, maar Kuifje meent uit zijn droom van gisteren op te maken dat Tchang nog leeft. 
Met zijn hond Bobbie en de kapitein reist Kuifje eerst naar New Delhi (waar ze Qutb Minar en het Rode Fort bezoeken) en vervolgens verder naar Kathmandu. Daar maken ze contact met familieleden van Tchang en met de sherpa Tharkey. Hoewel zowel Tharkey als Haddock de reis als zinloos beschouwen, besluiten ze toch met Kuifje mee te gaan Tharkey regelt een groep dragers, maar die laten hen uiteindelijk in de steek uit angst voor de Yeti, na het vinden van vreemde voetsporen. Haddock had een partij whiskyflessen meegenomen, waarvan er uiteindelijk slechts één heel blijft. Later raakt Haddock ook deze fles alsnog kwijt en vindt hem uiteindelijk leeg terug; de Yeti heeft de whisky gestolen en opgedronken. 
Het drietal komt uiteindelijk aan bij het wrak van het vliegtuig. Er liggen geen lijken, omdat de reddingsbrigade al eerder bij het vliegtuig is geweest. Kuifje gaat op onderzoek en komt in een grot terecht, waar de naam van Tchang in een rots gekrast staat. Tchang heeft de vliegramp dus inderdaad overleefd. Op de terugtocht naar het vliegtuig komen Kuifje en Bobbie in een sneeuwstorm terecht, waarbij Kuifje een glimp opvangt van wat later de Yeti blijkt te zijn, maar in een spelonk valt. Als de storm voorbij is, komt de groep weer bij elkaar.
Omdat de kans dat Tchang na al die tijd nog leeft heel gering is en het zoeken onbegonnen werk lijkt, besluit Tharkey alsnog terug te gaan. Kuifje besluit verder te zoeken na het zien van een gele sjaal aan een bergwand, die van Tchang moet zijn. Ze besluiten samen de bergwand te beklimmen. Als ze even later in nood zijn, komt Tharkey hen onverwachts te hulp. De sherpa heeft besloten alsnog mee te gaan, omdat hij Kuifjes onbaatzuchtigheid bewondert.
Ze raken hun tenten kwijt en moeten verder blijven trekken, want inslapen zal in de vrieskou hun dood betekenen. Uitgeput komen ze ten slotte aan bij de rand van de Tibetaanse hoogvlakte. Daar zien ze een boeddhistisch klooster, maar meteen hierna komen ze in een lawine terecht. Kuifje verstuikt daarbij zijn enkel en stuurt Bobbie naar het klooster met een boodschap. Een monnik herkent Bobbie als een hond uit het visioen van Gezegende Bliksem, een leviterende helderziende monnik. Bobbie leidt hen vervolgens naar de drie slachtoffers. Tharkey blijkt zijn arm gebroken te hebben en Haddock moet eerst bijkomen van zijn uitputting.
Twee dagen later krijgt Gezegende Bliksem weer een visioen, waarin Tchang zich bevindt in "de Muil van de Yak", waar de "Migou" bij hem is. De abt legt uit dat de Muil van de Yak een grot is en dat de Migou een Tibetaanse naam is voor de Yeti. Haddock gelooft niet in de visioenen en besluit, net als de gewonde Tharkey, terug te gaan naar Nepal. Kuifje gaat daarop in zijn eentje naar een dorp in de buurt van de grot, waar men hem verzekert dat de yeti vaak in de grot komt. Haddock is Kuifje alsnog achterna gekomen en gaat mee naar de Muil van de Yak. De yeti blijkt daar inderdaad te zijn. Als deze de grot verlaat, gaat Kuifje naar binnen, met Haddock op de uitkijk. In de grot treft Kuifje een koortsachtige, zieke Tchang aan. De yeti komt onverwacht terug en probeert Kuifje aan te vallen, maar tijdens de schermutseling gaat de flits van zijn fototoestel af, waardoor de yeti wordt verblind en in paniek wegrent. Hiermee heeft Kuifje meteen een foto van de yeti in handen.
Tchang kan nu door Kuifje en Haddock worden verzorgd. Hij vertelt dat hij, als enige overlevende van de vliegramp, een grot in vluchtte, waar hij vervolgens door de yeti werd aangetroffen. De yeti gaf Tchang te eten en nam hem mee naar een andere plek toen er een hulpexpeditie naar het wrak kwam. Tijdens zijn gevangenschap heeft Tchang een vertrouwelijke band met de yeti opgebouwd. Als Kuifje, Haddock en Tchang naar Nepal vertrekken na eerst het boeddhistische klooster te hebben aangedaan, wijst Tchang er nog eens op dat de yeti wel degelijk iets menselijks in zich heeft.

## Achtergronden
- Bij de albumuitgave werden enkele pagina's uit het oorspronkelijke verhaal weggelaten om aan het standaardformaat van 62 pagina's te voldoen. Zo is een scène waarin kapitein Haddocks gasbrander ontploft grotendeels verdwenen.[1]
- De werktitel was Le Museau de la vache (De snuit van de koe). Hergé verwees daarmee naar de vorm en de naam van de berg waar de verschrikkelijke sneeuwman zich volgens de legende zou ophouden. Hij wilde die naam ook aan het verhaal in weekblad Kuifje en aan het album geven. Zijn uitgever wist hem te overtuigen dat een titel met de naam Kuifje erin beter zou verkopen.[2]
- Het album wordt beschouwd als een van de beste uit de Kuifje-reeks. De karakters zijn zeer realistisch vormgegeven en maken constant morele keuzes. Zelfs Kuifjes hond Bobbie krijgt morele vraagstukken te verwerken (het wel of niet drinken van alcohol, het afleveren van de noodbrief).
- Het album heeft als belangrijkste thema's: integriteit, trouw en moed. De kleur wit is een zeer belangrijk aspect. Hergé had last van nachtmerries, waarin wit de hoofdkleur was, wat hem benauwde en hem aanspoorde dit album te maken.
- Kuifjes ontmoeting met Tchang was gebaseerd op Hergés verlangen zijn oude Chinese vriend Tchang Tchong-Jen, die hem ten tijde van De Blauwe Lotus had geholpen met de research voor dit album, opnieuw te ontmoeten. Het zou voor Hergé echter tot 1981 duren voor zij elkaar weer zouden zien, bijna 50 jaar na hun laatste ontmoeting.
- Luchtvaartmaatschappij Air India beklaagde zich dat ze in verband werd gebracht met een vliegtuigongeluk (Tchang bevond zich in een vliegtuig van deze maatschappij). Hergé veranderde daarop de naam in Sari Airways (een niet echt bestaande luchtvaartmaatschappij) en paste hiervoor twee tekeningen aan.[3]

## Prijzen
De Hergé Foundation, een stichting ter herinnering aan de schepper van stripheld Kuifje, ontving op 1 juni 2006 te Brussel de Light of Truth Award uit handen van dalai lama Tenzin Gyatso. Volgens Tsering Jampa, directeur van International Campaign for Tibet Europe is Hergés voorstelling van Tibet voor velen een introductie geweest tot het inspirerende landschap en de cultuur van Tibet.

## Uitgave in China
Het album verscheen rond 2001 in China onder de titel Kuifje in Chinees Tibet, maar dat werd na protesten over die titel door de Hergé Foundation uit de handel genomen. In 2002 verscheen de tweede editie in China met de oorspronkelijke titel. De eerste uitgave in Taiwan kreeg de naam Kuifje zoekt zijn vriend mee.

## Computerspel
Van het album is een computerspel uitgebracht voor de Super Nintendo.

## Trivia
- Samen met De schat van Scharlaken Rackham en De juwelen van Bianca Castafiore zijn dit de enige verhalen in de reeks waarin Kuifje niet de strijd aanbindt met schurken.
- In dit verhaal vinden meerdere paranormale gebeurtenissen plaats, nl. telepathie (de voorspellende droom van Kuifje) en de levitatie van de boeddhistische monnik.
- Hoewel Kuifje niet ouder lijkt, is Tchang in dit verhaal duidelijk ouder dan in De Blauwe Lotus. Hij krijgt een betaalde baan in Londen aangeboden en reist in zijn eentje met het vliegtuig.